# Yehoshua Leib Diskin
Yehoshua Leib Diskin (ur. 1818 w Grodnie – zm. 1898 w Jerozolimie, znany też jako: Maharil Diskin) – był znanym talmudystą i komentatorem Biblii. Był rabinem w Łomży, Międzyrzecu Podlaskim, Kownie, Szkłowie, Brześciu i Jerozolimie.